# Saint-Roch (Amiens)
Pour les articles homonymes, voir Saint-Roch (homonymie).
Saint-Roch est un quartier d'Amiens, situé à l'ouest du centre-ville.

## Historique
Le quartier Saint-Roch était au XVIIIe siècle un espace rural situé au delà des remparts de la ville dont l'un des bastions portait le nom de Saint-Roch. L'abbaye Saint-Jean-des-Prémontrés était primitivement située sur le territoire du futur quartier, l'actuelle rue de l'Abbaye le rappelle. Au début du XVIe siècle, une maison de santé pour pestiférés, dépendant de l'hôtel-Dieu fut créée et donna le nom au quartier, Roch de Montpellier (saint Roch) étant invoqué pendant les épidémies de peste. 
L'enclos Saint-Roch était un domaine planté d'arbres tandis que le cimetière Saint-Roch se situait non-loin des fortifications de la ville. C'est au XIXe siècle, avec l'arasement des remparts, l'arrivée du chemin de fer et l'industrialisation que se construisit un nouveau quartier à l'ouest des boulevards intérieurs. Le lotissement du quartier se poursuivit pendant le XXe siècle avec la construction d'immeubles d'habitat collectif.

## Morphologie du quartier
Le quartier est limité au sud et à l'ouest par les installations ferroviaires et la Selle, affluent de la rive gauche de la Somme, à l'est par les boulevards intérieurs, au nord par le parc de la Hotoie et l'allée du Bicêtre. 
Le quartier est divisé en son milieu par le boulevard des Fédérés qui relie la gare Saint-Roch et les boulevards intérieurs au faubourg de Hem et par son prolongement, au quartier Saint-Maurice.
A l'est de ce boulevard, un lacis de rues dont les principales sont la rue Saint-Roch et la rue de la Demi-Lune sont bordées de maisons individuelles souvent très modestes. A l'ouest du boulevard des Fédérés, autour de l'église Saint-Roch, le quartier a été loti selon un plan hypodaméen, la rue principale de ce secteur est la rue de l'Abbaye.
L'habitat est constitué majoritairement de maisons individuelles en brique de type « maison amiénoise » et de lotissements de la fin du XXe siècle. Un lycée a été construit à la fin du XXe siècle à l'extrémité ouest du quartier, avoisinant le parc de La Hotoie.
La construction de la gare Saint-Roch a dynamisé le quartier dans la seconde moitié du XIXe siècle. détruite par les bombardments des 18 et 19 mai 1940, elle a été reconstruite après 1945. A proximité, sur la place du maréchal Foch, se dresse le monument aux morts d'Amiens au carrefour des boulevards intérieurs, du boulevard des Fédérés et de l'avenue Foy.

### Le Petit-Saint-Roch
Au delà des installations ferroviaires, au sud, se trouve le quartier du Petit-Saint-Roch limité à l'est par l'avenue Foy, au nord et à l'ouest par les voies ferrées et au sud par les boulevards extérieurs. Se trouvait là, l'usine à gaz et les casernements militaires reconvertis à la fin du XXe siècle en immeubles de services. Les rues de ce quartier sont bordées de maisons individuelles de type « amiénoise ».